# Teorema del valor intermedio

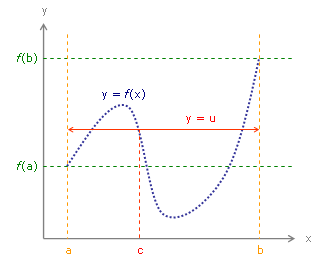
Teorema de los valores intermedios.

En análisis matemático el teorema del valor intermedio (o más correctamente teorema de los valores intermedios, o TVI), es un teorema sobre funciones continuas reales definidas sobre un intervalo. Intuitivamente, el resultado afirma que, si una función es continua en un intervalo, entonces toma todos los valores intermedios comprendidos entre los extremos del intervalo.

## Teorema
Sea {\displaystyle f:[a,b]\to \mathbb {R} } una función continua en {\displaystyle [a,b]}. Entonces, para todo {\displaystyle u\in (f(a),f(b))} se tiene que existe {\displaystyle c\in (a,b)} tal que {\displaystyle f(c)=u}.

### Consecuencias
- Como consecuencia del teorema de Weierstrass, se puede generalizar diciendo que la imagen de un intervalo es otro intervalo.
  - Si {\displaystyle X} y {\displaystyle Y} son espacios topológicos, {\displaystyle f:X\to Y} es continua y {\displaystyle X} es conexo, entonces {\displaystyle f(X)} es conexo.
  - Un subconjunto de {\displaystyle \mathbb {R} } es conexo si y solo si es un intervalo.
- Teorema de Bolzano: caso particular {\displaystyle u=0}.

## Demostración
El teorema del valor intermedio forma parte de los llamados “teoremas de existencia”. A la pregunta: “¿Existe un número {\displaystyle c} tal que {\displaystyle f(c)=u}?”, el teorema responde afirmativamente: Sí existe. Se impone entonces la pregunta: «¿Cuál es ese número real?». Varias demostraciones son posibles, dependiendo de las premisas iniciales. La prueba siguiente utiliza la noción del supremo.
Sean {\displaystyle f(a)<u<f(b)}, {\displaystyle X} un subconjunto del intervalo {\displaystyle [a,b]} constituido por los valores {\displaystyle x\in \mathbb {R} } tales que {\displaystyle f(x)\leq u}.
Este conjunto es no vacío (contiene a {\displaystyle a}) y acotado superiormente (por {\displaystyle b}). Sea {\displaystyle c} el supremo (la menor de las cotas superiores); se quiere probar que {\displaystyle f(c)=u}.
- Como {\displaystyle c} es un límite de elementos de {\displaystyle X}, se tiene (por pasaje al límite en las desigualdades) {\displaystyle f(c)\leq u}.
- Queda por probar que {\displaystyle f(c)\geq u}
  - Si {\displaystyle c=b}, es cierto por hipótesis.
  - Si por el contrario el intervalo {\displaystyle [c,b]} es no vacío, como sus elementos {\displaystyle x} verifican todos {\displaystyle f(x)>u}, se obtiene (nuevamente por pasaje al límite) {\displaystyle f(c)\geq u}.

### Teorema de Bolzano
Es frecuente (en algunos cursos de cálculo) demostrar independientemente el Teorema de Bolzano y después servirse de él para enunciar el teorema del valor intermedio como un corolario. 

#### Teorema
Sea {\displaystyle f:[a,b]\to \mathbb {R} } una función real continua en {\displaystyle [a,b]} con {\displaystyle f(a)<0<f(b)} entonces existe al menos un punto {\displaystyle c\in (a,b)} tal que {\displaystyle f(c)=0}.
El teorema como tal no especifica el número de puntos, solo afirma que al menos existe uno.

### Demostración con la topología
Es posible demostrar la propiedad en algunas líneas solamente, evocando nociones de la topología matemática. Tras esta aparente simplicidad se encuentran resultados que hay que demostrar previamente, como el hecho de que todo intervalo de R es conexo, demostraciones que son del mismo grado de dificultad que la del TVI. 
Los conjuntos conexos de R son los intervalos. Es el conjunto de partida. La imagen directa de un conexo por una función continua es un conexo. De aquí se infiere que la imagen por {\displaystyle f} de {\displaystyle [a,b]} es un intervalo, lo cual demuestra el teorema.

## Ejemplos de aplicación
- Demostrar que dos funciones continuas f y g sobre un mismo intervalo tales que g(a)-f(a) y g(b)-f(b) sean de signo contrario, toman el mismo valor en al menos un punto del  intervalo.

Sean f y g dos funciones continuas sobre un intervalo no vacío [a;b] de R, tales que g(a)-f(a) y g(b)-f(b) sean de signo contrario. Existe al menos un real c comprendido entre a y b y tal que f(c) = g(c).
En efecto, sea φ = f - g. La función φ es continua, y el 0 está comprendido entre φ(a) y φ(b). Existe entonces al menos un real c comprendido entre a y b y tal que φ(c) = 0, lo cual implica f(c) = g(c).
- En el caso particular donde g es la identidad sobre el intervalo [a;b] y donde f(a) > a y f(b) < b, se obtiene un teorema de punto fijo (Teorema del punto fijo de Brouwer en dimensión 1).

- El problema se puede reformular como: «Demostrar que dos funciones se cortan en un punto» y aplicar el Teorema de Bolzano definiendo la misma función f(x) - g(x).

- Demostrar que para todo polinomio P a coeficientes reales y de grado impar, existe al menos una raíz real, es decir un número real c tal que P(c) = 0

En efecto, se puede suponer (sin pérdida de generalidad) que el coeficiente del término de mayor grado de P es igual a 1. Al ser de grado impar, P(x) tiende a  {\displaystyle -\infty \ } cuando x tiende a {\displaystyle -\infty \ }, y P(x) tiende a {\displaystyle +\infty \ } cuando x tiende a {\displaystyle +\infty \ }. Se deduce que existe un real a tal que P(a) ≤ 0 y un real b tal que P(b) ≥ 0. Como la función polinómica P es continua, existe al menos un real c comprendido entre a y b y tal que P(c) = 0.

## Historia
El teorema fue demostrado por primera vez por Bernard Bolzano en 1817. Cauchy da una demostración en 1821. Ambos perseguían el fin de formalizar el análisis de funciones y el trabajo de Lagrange. La idea de que las funciones continuas poseen la propiedad del valor intermedio es de larga data. Simon Stevin probó el teorema del valor intermedio para polinomios por medio de un algoritmo para construir la expansión decimal de la solución: el algoritmo subdivide el intervalo iterativamente en 10 partes, lo que produce un dígito decimal adicional en cada paso de la iteración. Antes de que la definición formal de continuidad existiera, la propiedad del valor intermedio era dada como parte de la definición de función continua. Otros autores asumían que el resultado es intuitivamente obvio, por lo que no requiere de prueba. La visión de Bolzano y Cauchy fue la de definir una noción general de continuidad (en términos de infinitesimales en el caso de Cauchy, utilizando desigualdades reales en el caso de Bolzano), y la de proveer una prueba basada en tales definiciones.
El recíproco del teorema es falso. No es necesario que una función sea continua para que la conclusión del teorema de los valores intermedios sea cierta. En 1875, Darboux demuestra que las funciones que provienen de una derivada, sean continuas o no, poseen la propiedad de los valores intermedios (ver Teorema de Darboux).

## Cultura popular
En la cultura popular española, dentro de la jerga matemática, se suele comentar de modo jocoso: «Teorema de Bolzano, me la agarras con la mano».